# Zaira Zoccheddu
Zaira Zoccheddu (Villaurbana, 1955) è un'attrice italiana.

## Biografia
Zaira Zoccheddu nel 1974 ha rappresentato l’Italia al concorso di Miss Mondo. Come attrice ha avuto il suo momento di maggior notorietà intorno alla metà degli anni settanta,  per le sue interpretazioni erotiche e le sue numerose scene di nudo. La sua carriera cinematografica è terminata nel 1987 con la partecipazione al film horror La croce dalle sette pietre.

## Filmografia
- Roma a mano armata, regia di Umberto Lenzi (1976)
- Inhibition, regia di Paolo Poeti (1976)
- Il secondo tragico Fantozzi, regia di Luciano Salce (1976)
- Kaput Lager - Gli ultimi giorni delle SS, regia di Luigi Batzella (1977)
- L'Italia in pigiama, regia di Guido Guerrasio (1977)
- Un amore targato Forlì, regia di Riccardo Sesani (1977)
- La polizia è sconfitta, regia di Domenico Paolella (1977)
- No alla violenza, regia di Tano Cimarosa (1977)
- I peccati di una giovane moglie di campagna, regia di Alfredo Rizzo (1977)
- Porca società, regia di Luigi Russo (1978)
- Casa dell'amore... la polizia interviene, regia di Renato Polselli (1978)
- Proibito erotico, regia di Luigi Batzella (1978)
- I porno amori di Eva, regia di Giorgio Mille (1978)
- La vedova del trullo, regia di Franco Bottari (1979)
- L'albero della maldicenza, regia di Giacinto Bonacquisti (1979)
- Molto di più, regia di Mario Lenzi (1980)
- Femmine infernali, regia di Edoardo Mulargia (1980)
- Orinoco - Prigioniere del sesso, regia di Edoardo Mulargia (1980)
- Febbre a 40!, regia di Marius Mattei (1980)
- Gocce d'amore, regia di Giovanni Leacche (1981)
- Corri, seguimi, vienimi dietro, regia di Lorenzo Onorati (1981)
- Mizzzzica... ma che è proibitissimo?, regia di Salvatore Bugnatelli (1983)
- Il padrone del mondo, regia di Alberto Cavallone (1983)
- Savage Island, regia di Ted Nicolaou (1985)
- Sotto il vestito niente, regia di Carlo Vanzina (1985)
- Noi e l'amore - Comportamento sessuale variante, regia di Antonio D'Agostino (1986)
- La croce dalle sette pietre, regia di Marco Antonio Andolfi (1987)